# Борг, Карл Оскар
Карл Оскар Борг (3 марта 1879 года – 8 мая 1947 года) — шведский художник, живший долгое время в США. Известен своими картинами с видами Калифорнии и Юго-Запада США.

## Биография
Карл Оскар Борг родился в бедной семье в общине Grinstad, шведской провинции Дальсланд. Имею художественные способности, он с 15 лет работал подмастерьем у местного художника, в 20 лет уехал в Лондон, чтобы изучать там живопись у художника-мариниста Джорджа Йохансена. В 1901 году отправился работать в Соединенные Штаты Америки. Проезд в Соединенные Штаты на корабле заработал используя свои художественные навыки — украсил каюту норвежского капитана корабля.
В США Борг в течение двух лет жил жизнью странствующего художника, украшал дома горожан, рисовал пейзажи. В 1903 году отправился моряком в Калифорнию. В Сан-Франциско он присоединился к группе художников, работал с ними, занимаясь украшением зданий. В 1905 году стал выставлять свои картины на выставках.
В 1918 году Борг женился и поселился в Санта-Барбаре, преподавал в Калифорнийском институте искусств в Лос-Анджелесе и в школе искусств Санта-Барбары. Пользовался покровительством американского филантропа и меценатки Фиби Херст. На её средства художник вернулся в Европу, чтобы продолжить там обучение искусству живописи.
В своих работах Борг отображал природу юго-западных районов США — штатов Аризона и Нью-Мексико. Его интерес в природе штатов был обусловлен стремлением заказчиков задокументировать в картинах исчезающий был индейцев.
Работал в разной технике живописи: маслом, акварель, делал офорты и гравюры. По заданию железнодорожной компании Atchison, Topeka and Santa Fe Railway рисовал плакаты,  виды дорог в округах Атчисон, Топека, Санта Фе. Известен также своими  картинами с видами Большого каньона (штат Аризона, США).
Борг был одним из основателей клуба художников Лос-Анджелеса и Калифорнийского арт-клуба, одним из первых арт-директоров крупной киностудии в Голливуде, в 1925-1928 годах занимался производством немых художественных фильмов. Образцы его работ представлены на художественных выставках в Университете Бригама Янга, Гарвардском университете, Смитсоновском музее американского искусства и Музее изобразительных искусств в Сан-Франциско.
Карл Оскар Борг также был членом Национальной академии дизайна,  Национальной академии искусств Болгарии, Национального общества изящных искусств и членом американского центра изобразительного искусства, художников и коллекционеров — Salmagundi Club.
В годы Великой депрессия произведения художника перестали покупать, жена оставила его. В 1930-е годы художник совершил несколько поездок в Швецию. Там он снова женился и на некоторое время поселился в Гётеборге. В Швеции Борг передал в Национальный этнологический музей свою большую коллекцию индийских артефактов, в музей он передал и собрание своих акварелей и гравюр.  В Швеции его застала Вторая Мировая война, после войны художник вернулся в Калифорнию, где и скончался в 1947 году.
Борг был женат на Лили Элмберг (Elmberg).

## Галерея
- Карл Оскар Борг. Калифорнийский пейзаж
- Тихоокеанское побережье
- Зимний день в Гранд каньоне
- Горы Santa Ynez
- Наблюдение за гонками на лошадах